# Bernavés
Bernavés är en ort i Mexiko.   Den ligger i kommunen Atzalan och delstaten Veracruz, i den sydöstra delen av landet, 220 km öster om huvudstaden Mexico City. Bernavés ligger 398 meter över havet och antalet invånare är 124.
Terrängen runt Bernavés är kuperad, och sluttar norrut. Runt Bernavés är det ganska tätbefolkat, med 93 invånare per kvadratkilometer. Närmaste större samhälle är Martínez de la Torre, 12,9 km norr om Bernavés. Omgivningarna runt Bernavés är en mosaik av jordbruksmark och naturlig växtlighet.